# Округ Крокет (Тексас)
Округ Крокет (енгл. Crockett County) је округ у америчкој савезној држави Тексас. По попису из 2010. године број становника је 3.719.

## Демографија
Према попису становништва из 2010. у округу је живело 3.719 становника, што је 380 (9,3%) становника мање него 2000. године.
| Група             | 2000.         | 2010.         |
| Белци             | 1.792 (43,7%) | 1.312 (35,3%) |
| Афроамериканци    | 28 (0,7%)     | 30 (0,8%)     |
| Азијати           | 11 (0,3%)     | 13 (0,3%)     |
| Хиспаноамериканци | 2.242 (54,7%) | 2.352 (63,2%) |
| Укупно            | 4.099         | 3.719         |